# Congregazione dei baroni dello stato ecclesiastico
La Congregazione dei baroni dello stato ecclesiastico era un organismo della Curia romana, oggi soppresso.

## Storia
Papa Clemente VIII creò questo dicastero con la bolla Justitiae il 22 giugno 1596 con l'intento di ovviare ai danni che i vari baroni dello Stato pontificio potessero arrecare ai loro vassalli, cercando di risolvere le controversie in seno alla chiesa.

## Fonti
- Gaetano Moroni, Dizionario di erudizione storico-ecclesiastica, vol. XVI, Venezia 1842, p. 147